# TP.3 Reloaded
TP.3 Reloaded är ett musikalbum av R. Kelly. Det innehåller bland annat hitlåtarna  Kickin' It With Your Girlfriend, Burn it up, Slow wind, Trapped in the closet chapter 1-5 och Playa's only med gansterrapparen The Game.

## Låtlista
1. "Playa's Only" (featuring The Game)
2. "Happy Summertime" (featuring Snoop Dogg)
3. "In the Kitchen"
4. "Slow Wind"
5. "Put My T-Shirt On"
6. "Remote Control"
7. "Kickin' It With Your Girlfriend"
8. "Reggae Bump Bump" (featuring Elephant Man)
9. "Touchin'" (featuring Nivea)
10. "Girls Go Crazy" (featuring Baby)
11. "Hit It Til the Mornin'" (featuring Twista och Do or Die)
12. "Sex Weed"
13. "(Sex) Love Is What We Makin'"
14. "Burn It Up" (featuring Wisin y Yandel)
15. "Trapped in the Closet Chapter 1"
16. "Trapped in the Closet Chapter 2"
17. "Trapped in the Closet Chapter 3"
18. "Trapped in the Closet Chapter 4"
19. "Trapped in the Closet Chapter 5"